# Quercus hypoleucoides
Quercus hypoleucoides es una especie del género Quercus dentro de la familia de las Fagaceae. Está clasificada en la Sección Lobatae; del roble rojo de América del Norte, Centroamérica y el norte de América del Sur que tienen los estilos largos, las bellotas maduran en 18 meses y tienen un sabor muy amargo. Las hojas suelen tener lóbulos con las puntas afiladas, con cerdas o con púas en el lóbulo.

## Distribución y hábitat
Normalmente se pueden encontrar desde el oeste de Arizona, al este de Texas, suroeste de Nuevo México y el sur de México. Aunque por lo general es visto como un arbusto, se pueden encontrar como árbol de un tamaño de 30 metros de altura en las zonas en que recibe una gran cantidad de agua. Se puede distinguir de otros robles por sus hojas lanceoladas, que son de color verde oscuro en la parte superior pero blanca como la plata en la superficie inferior.

## Descripción
Quercus hypoleucoides produce sus flores en la primavera como la mayoría de las plantas. Crece en regiones cálidas y se utiliza como planta ornamental debido a su follaje inusual. Esta especie tiene bellotas que son comidas por las ardillas y los pájaros, e incluso a veces por los seres humanos. Sin embargo antes de que sea seguro para las personas su ingestiòn, el ácido tánico primero debe ser lixiviado debido a sus cualidades tóxicas.
La corteza es de color gris oscuro. Es delgada, con fisuras superficiales, de color claro y crestas estrechas. Las ramitaa de color marrón rojizo y son ampliamente triangulares con una punta afilada. Son delgadas y generalmente con pelusa blanca. Las yemas terminales se agrupan. Las hojas son alternas, perennes, simples, y estrechamente oblongas a lanceoladas. Por lo general son de 2 a 4 pulgadas de largo, con los bordes de retorcidos. De vez en cuando tiene algunos dientes poco profundos, una punta puntiaguda estrecha, y una textura de cuero. Su color es normalmente de color verde-amarillo brillante en la parte superior y de color blanco o plateado en la parte inferior. Las frutas son bellotas oblongas. La tapa es escamosa en forma de tazón y cubre 1/3 de la nuez que madura en 1 (o 2 temporadas), con vencimiento a principios del otoño.
Es una planta monoica, por lo tanto las flores masculinas y femeninas crecen en la misma planta. Esto se opone a las plantas dioicas, donde las flores masculinas y flores femeninas crecen en árboles separados. Las flores masculinas forman largos amentos colgantes largos que son de color amarillo-verde. Las flores femeninas tienen muy pequeños picos en axilas de las hojas que aparecen con las hojas. Aunque generalmente se encuentra en forma de arbusto, dada la suficiente humedad puede llegar a ser un árbol de tamaño mediano que alcanza hasta 60 metros de altura con una corona redonda.

## Distribución y hábitat
Quercus hypoleucoides se encuentra comúnmente en barrancos húmedos y en las crestas. También se encuentra en los bosques de coníferas y tierras elevadas altas, en las montañas del sur de Arizona y Nuevo México, como la Sierra de Santa Catalina y las montañas Chiricahua, donde se encuentra con otras especies de robles como el Quercus arizonica, Quercus emoryi, y Quercus rugosa.

## Usos
Quercus hypoleucoides se utiliza principalmente para fines ornamentales. Sus hojas tienen un contraste único debido al color muy blanco, de plata de la parte inferior. Sus bellotas son una fuente de alimento para las ardillas y pájaros. Los árboles más altos también ayudan a dar sombra a los animales inferiores que necesitan para escapar de los fuertes rayos del sol.

## Taxonomía
Quercus hypoleucoides fue descrita por Aimée Antoinette Camus y publicado en Bulletin du Muséum d'Histoire Naturelle, sér. 2 4: 124. 1932.
Etimología
Quercus: nombre genérico del latín que designaba igualmente al roble y a la encina.
hypoleucoides: epíteto latino que significa "blanco debajo".
Sinonimia
- Quercus confertifolia Torr.
- Quercus hypoleuca Engelm.[10][11]